# Semaeomyia fraterna
Semaeomyia fraterna är en stekelart som först beskrevs av Günther Enderlein 1905.  Semaeomyia fraterna ingår i släktet Semaeomyia och familjen hungersteklar. Inga underarter finns listade i Catalogue of Life.